# Università Paris-Est Créteil Val-de-Marne
La Università Paris-Est Créteil Val-de-Marne è un'università francese situata a Créteil. L'università è stata istituita nel 1971.
L'UPEC è un'università francese multidisciplinare. Si trova in Île-de-France in tre dipartimenti: Valle della Marna, Senna e Marna e Senna-Saint-Denis.
L'UPEC riunisce tredici facoltà, istituti e scuole, oltre a un osservatorio e una scuola associata. La sede principale dell'università e la sua sede sono a Créteil e sono raggiungibili con la linea 8 della metropolitana dalla stazione di Créteil-Université.

## Componenti dell'università
L'università è divisa in facoltà, che sono dirette da presidi.
| Facoltà                    | Preside                  | Campus             |
| -------------------------- | ------------------------ | ------------------ |
| Medicina                   | Pierre Wolkenstein       | Henri Mondor       |
| Diritto                    | Laurent Gamet            | André Boulle       |
| Letteratura                | Anne-Lise Humain-Lamoure | Créteil-Centre (i) |
| Economia e gestione        | Emmanuel Polonowski      | Mèches             |
| Scienze dell'educazione    | Dominique Argoud         | Magellan           |
| Scienza e tecnologia       | Yann Bassaglia           | Créteil-Centre (p) |
| Amministrazione (AEI)      | Philippe Frouté          | Créteil-Centre (t) |
| Istituto di Studi Politici | Yves Palau               | Damesne            |